# Callia II
Callia del demo di Eleusi (in greco antico: Καλλίας?, Kallías; Atene, VI secolo a.C. – V secolo a.C.) è stato un diplomatico e militare ateniese del V secolo a.C., famoso per aver stipulato la pace omonima.
Per distinguerlo dal nonno Callia I e dal nipote Callia III, che sperperò le ricchezze di famiglia e che apparentemente pose fine ad essa, è comunemente citato come Callia II.

## Biografia
Nato in una ricca famiglia ateniese, conosciuta come procuratrice di schiavi alle miniere del Laurio, Callia fu uno degli uomini più ricchi dell'Atene del suo tempo. Callia combatté nella battaglia di Maratona (490 a.C.) in abito sacerdotale. Suo figlio, Ipponico III, fu anch'egli comandante militare.
Seguace di Pericle, uno dei più rinomati politici democratici ateniesi della sua epoca, Callia divenne uno dei più importanti diplomatici ateniesi di quel tempo. Nel 461 a.C. circa fece almeno una missione diplomatica presso il re persiano Artaserse I.
Qualche tempo dopo la morte di Cimone, probabilmente attorno al 441 a.C. o 448 a.C., fu mandato ancora una volta a Susa per concludere un trattato di pace, chiamato pace di Callia, con Artaserse I, mettendo fine alle guerre persiane e salvaguardando le poleis greche dell'Asia minore dagli attacchi dei Persiani. Circa nello stesso periodo Callia potrebbe pure essere stato responsabile dei trattati di pace con Reggio Calabria e Lentini, come pure del successivo trattato con Sparta conosciuto come pace dei trent'anni (446 a.C. o 445 a.C.).
La sorte di Callia, dopo il suo ritorno ad Atene, rimane un mistero, e i dati sui suoi ultimi anni sono soltanto frammentari. Alcune fonti dicono che la sua missione presso Artaserse I non abbia avuto successo e che lui, al suo ritorno ad Atene, sia stato accusato di alto tradimento e condannato a una multa di 50 talenti. Altri sostengono che gli Ateniesi gli dedicarono un altare di pace e gli votarono speciali onori.